# Marcello Fiasconaro
Marcello Luigi Fiasconaro (Città del Capo, 19 luglio 1949) è un ex mezzofondista, velocista e rugbista a 15 sudafricano naturalizzato italiano, attuale primatista nazionale degli 800 metri piani.
È stato, in rappresentanza dell'Italia, il primatista mondiale degli 800 metri piani dal 1973 al 1976, quando fu battuto da Alberto Juantorena, mantenendo il record europeo della distanza fino al 1979. Nel rugby giocò nel ruolo di tre quarti ala.

## Biografia
Nato a Città del Capo da Gregorio — musicista proveniente da Castelbuono in provincia di Palermo deportato in Sudafrica dalle forze britanniche come prigioniero di guerra durante la seconda guerra mondiale e lì rimasto come insegnante di musica — e da Mabel Marie, di Pietermaritzburg, Marcello Fiasconaro crebbe sportivamente nel rugby, giungendo a militare nelle giovanili del Western Province, la formazione della allora Provincia del Capo; affiancò l'atletica al rugby quando l'allenatore del Villagers, il club per il quale giocava, decise di far compiere allenamenti di fondo ai giocatori per rinforzare la loro tenuta.
Invitato per alcune gare di atletica in Italia nel 1970, ottenne il passaporto italiano l'anno successivo, gareggiando inizialmente nei 400 m e ottenendo subito ottimi risultati a livello internazionale.
Ai campionati europei di Helsinki del 1971 conquistò la medaglia d'argento nella gara individuale e la medaglia di bronzo correndo la frazione conclusiva della staffetta 4×400.
Nel 1972 stabilì il primato mondiale indoor dei 400 m con 46"1.
Tesserato dal 1972 per il CUS Torino e passato agli 800 m, stabilì il record mondiale all'Arena Civica di Milano il 27 giugno 1973, correndo contro uno dei più forti specialisti d'Europa, il cecoslovacco Jozef Plachý. Il suo tempo di 1'43"7 migliorò di 6 decimi il record precedente, detenuto da Peter Snell, Ralph Doubell e Dave Wottle, e fu battuto solo tre anni più tardi dal cubano Alberto Juantorena alle Olimpiadi di Montréal del 1976.
La sua carriera fu ostacolata da infortuni ai tendini che gli impedirono di partecipare ai Giochi Olimpici di Monaco di Baviera e di continuare l'attività.
In Italia ebbe anche una breve parentesi nel rugby (otto mete in cinque gare di serie A con il CUS Milano nel campionato 1976-77). Il suo esordio rugbistico in Italia fu caratterizzato da una meta segnata agli Amatori Catania.
In quanto dilettante, fu assunto durante tale periodo come impiegato alla Concordia, compagnia di assicurazioni che garantiva la sponsorizzazione al club.
Nel 1977 fece un breve ritorno all'atletica prima di chiudere con l'attività sportiva nel 1978 e tornare in Sudafrica.
Complessivamente Fiasconaro conquistò 5 titoli italiani di cui 2 nelle competizioni indoor, e vestì la maglia azzurra per 12 volte.

## Record

### Mondiali
- 800 m: 1'43"7 (Milano, 27 giugno 1973) - sino al 25 luglio 1976

### Europei
- 800 m: 1'43"7 (Milano, 27 giugno 1973) - sino al 5 luglio 1979

### Nazionali
- 400 metri - 45"49 (Helsinki, 13 agosto 1971) - sino al 15 luglio 1981
- 800 m: 1'43"7 (Milano, 27 giugno 1973) - attuale detentore

## Palmarès
| Anno | Manifestazione | Sede     | Evento      | Risultato | Prestazione | Note             |
| ---- | -------------- | -------- | ----------- | --------- | ----------- | ---------------- |
| 1971 | Europei        | Helsinki | 400 m piani | Argento   | 45"49       | Record nazionale |
| 1971 | Europei        | Helsinki | 4×400 m     | Bronzo    | 3'04"60     |                  |

## Campionati nazionali
- ai Campionati italiani assoluti di atletica leggera, 400 metri piani (1971, 1972, 1973)
- ai Campionati italiani assoluti di atletica leggera indoor, 400 metri piani (1972)
- ai Campionati italiani assoluti di atletica leggera indoor, staffetta 3×2 giri (1972)

## Altre competizioni internazionali
1972
- Argento al DN Galan ( Stoccolma), 400 m piani - 46"0

## Onorificenze

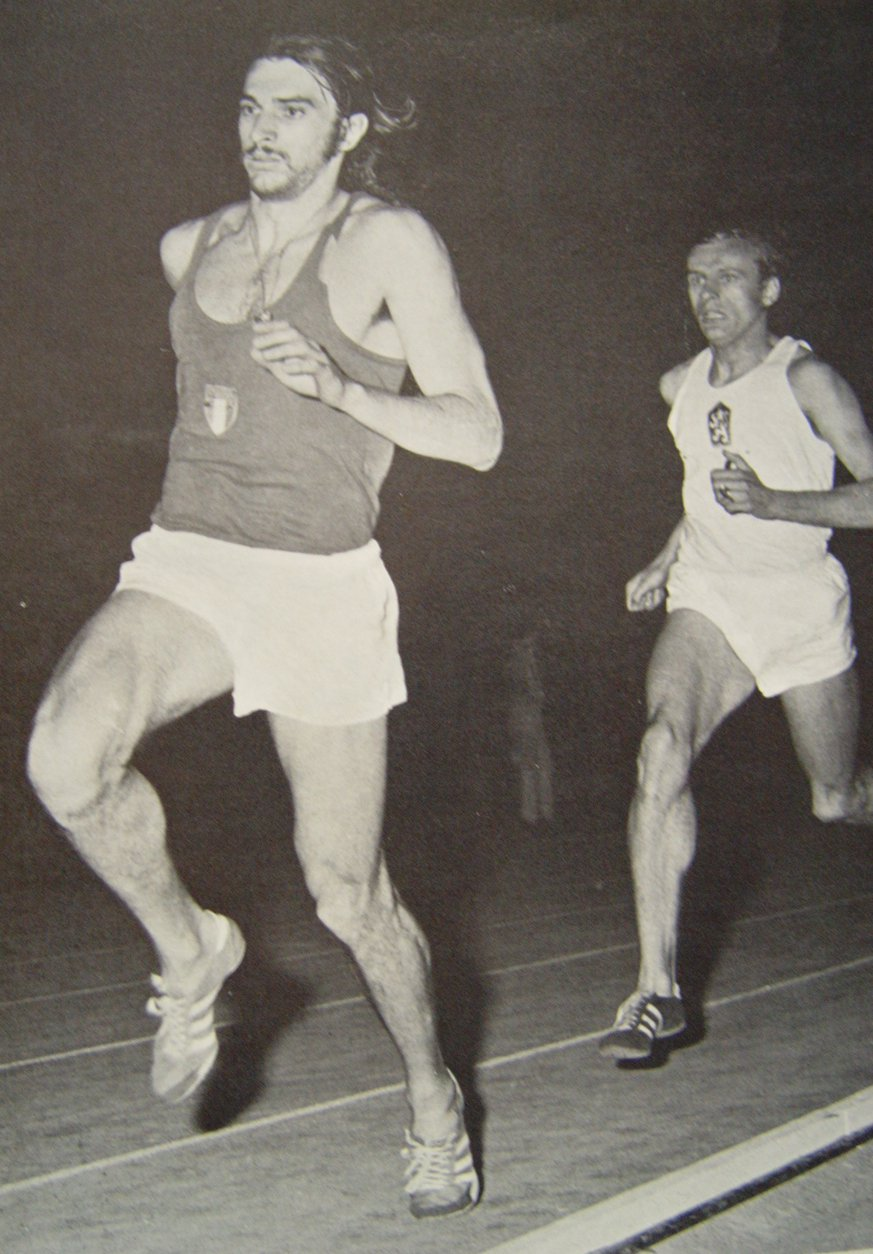
Marcello Fiasconaro precede Jozef Plachý nella gara in cui stabilì il record mondiale degli 800 m piani.

## Riconoscimenti
- Medaglia d'oro al valore atletico (1974)
- Medaglia di bronzo al valore atletico (1971)[6]